# Globe Discount City
Globe Discount City en Globe Shopping City waren ketens van discountwarenhuizen die vanaf begin 1960 actief waren. Globe-winkels waren gevestigd in het zuidwesten van de Verenigde Staten en werden gedurende een groot deel van hun bestaan door Walgreens geëxploiteerd als grootschalige detailhandel. Door enorme financiële verliezen werd de hele keten in 1978 uiteengedreven door een combinatie van liquidatieverkopen en overdracht van individuele winkels. Een onafhankelijk gerunde Globe Discount City Store bleef bestaan tot de sluiting in 1999. 

## Geschiedenis
De eerste Globe Discount City werd in november 1960 in Houston geopend door United Mercantile Inc. United was eerder in 1960 opgericht om de bestaande keten van zeven winkels van Danburg's Department Stores te exploiteren, die al sinds de jaren 1930 bestond, en de toekomstige grote Globe-winkels – waarvan de eerste drie elk met een oppervlakte van meer dan 9.300 m² werden gebouwd. Op één na waren alle vestigingen in Danburg gevestigd in Houston, Texas. Dat geldt ook voor de eerste vier vestigingen van Globe Discount City. In tegenstelling tot de kleinere warenhuizen van Danburg omvatte het Globe City-concept een volledige supermarkt, een Sun Cafeteria met het logo van de winkel en een uitgebreid assortiment van meer dan 80 afdelingen, waaronder levende huisdieren, vuurwapens en een Globe Auto Center, gehuisvest in een kleiner gebouw bij het winkelcentrum. 
Nadat in 1962 drie Globe-winkels waren geopend, nam Walgreens in maart 1962 de portefeuille van United Mercantile over. Walgreens had gezien dat F.W. Woolworth in 1961 zijn nieuwe grote winkelconcept Woolco aankondigde, S.S. Kresge zijn eerste Kmart opende in januari 1962 en vele anderen grootschalige discountwinkels openden, waaronder de eerste Walmart-winkel later in 1962. W..T Grant zou grote Grant City-winkels openen. Walgreens zou Globe gebruiken als zijn grote merk, terwijl het later een Walgreens Superstore-lijn zou creëren voor zijn middelgrote apotheekgerichte winkels en zijn bestaande, kleinere Walgreens-winkels zou voortzetten.
Walgreens zou het aantal Globe-filialen uitbreiden naar het maximum van 31 winkels, voornamelijk in Texas en Arizona, met drie vestigingen in Louisiana en twee vestigingen in Tennessee en New Mexico. Sommige locaties kregen het merk Globe Discount City, terwijl andere het merk Globe Shopping City kregen. De positionering van de winkels bleef gelijk: “Everything under the sun priced lower.” Om de klanten die voor het uitgebreidde assortiment van Globe te behouden, verhuurde Walgreens bepaalde afdelingen van de winkel, waaronder de supermarkt, de juweliersafdeling (aan Zales), het autocentrum en de schoenenafdeling aan externe leveranciers. Jaarlijkse aandeelhoudersrapporten van Walgreens prezen de omzet per vierkante meter van Globe in het begin van de jaren 1970 aan, die bovengemiddeld lagen door het gebruik van computers door de keten om de inventaris, de omzet en andere belangrijke prestatie-indicatoren bij te houden. Het aandeelhoudersrapport uit 1973 bevatte een waarschuwing dat de concurrentie van de grote ketens ‘heftig’ werd en dat de keten zich niet verder zou uitbreiden dan zijn vestigingen in het zuidwesten.

### Neergang en sluiting
United Mercantile/Walgreens sloot in 1970 alle vestigingen in Danburg, omdat de middelgrote warenhuizen concurrentie kregen van grote winkelcentra en nieuwere grote winkels. In 1976 presteerden de Globe-winkels ondermaats en was ongeveer 40% van de omzet toe te rekenen aan de verhuurde winkeloppervlakten. Walgreens had de Globe-kaart voor het innen van cheques en het interne kredietsysteem vervangen door bankcreditcards om de efficiëntie te verbeteren. De laatste drie winkels werden begin 1977 in San Antonio geopend, waarmee het aantal winkels in de stad verdubbelde van drie naar zes. Maar later datzelfde jaar rapporteerde Walgreens een lagere winst, deels als gevolg van de financiële crisis van zijn Globe-filiaal. De verliezen bedroegen $ 10 miljoen in 1977 toen Walgreens besloot zich in 1978 terug te trekken uit de grote winkelruimte en al haar vestigingen van Globe Discount City vóór juli 1978 te sluiten of te verkopen. 14 locaties werden overgenomen door Kmart en 8 locaties werden FedMart-winkels. Op een aantal locaties die niet werden overgedragen, vonden veilingen plaats om van voorraden en resterende inventaris af te komen. Eén vestiging in McAllen bleef echter bestaan als een onafhankelijk gerunde Globe Discount City Store die nog twintig jaar actief was en eind 1999 sloot.